# Parafia Podwyższenia Krzyża Świętego w Ukcie
Parafia Podwyższenia Krzyża Świętego w Ukcie – parafia rzymskokatolicka, znajdująca się w diecezji ełckiej, w dekanacie Mikołajki.
W Ukcie znajduje się Kościół Podwyższenia Krzyża Świętego, w którym jest zachowany obraz Opłakiwanie Chrystusa. Do 1983 kościół należał do Kościóła Ewangelicko-Augsburskiego.